# ولاية الترارزة
وِلَايَةُ التَّرَارِزَةِ إحدى ولايات موريتانيا تقع في الجنوب الغربي منها وتطل على المحيط الأطلسي.

## التسمية
تسمى الترارزة بهذا الاسم نسبة إلى امارة الترارزة التي كانت تحكم المنطقة ويسمى السكان المحليون بالتروزيين

## تاريخ
ارتبط اسم هذه الولاية بإمارة الترارزة، وهي من أهم الإمارات التقليدية الموريتانية وأكثرها تناولاً وتأثيراً في التاريخ الموريتاني.

## الموقع
تقع ولاية الترارزة في الجنوب الغربي لموريتانيا في المنطقة المعروفة تاريخيا بالقبلة. يحدها من الشمال ولاية إنشيري ومن الشمال الشرقي ولاية أدرار ومن الشرق ولاية لبراكنة ومن الجنوب نهر السنغال ومن الغرب المحيط الأطلسي

## التقسيمات الإدارية
وتضم الترارزة ستة مقاطعات و26 بلدية وهي:
| رمز     | المقاطعة           | المساحة كم2 | السكان  | السكان  | السكان  | البلديات                                                                 |
| رمز     | المقاطعة           | المساحة كم2 | 1988    | 2000    | 2013    | البلديات                                                                 |
| ------- | ------------------ | ----------- | ------- | ------- | ------- | ------------------------------------------------------------------------ |
| 61      | مقاطعة بوتلميت     | 31 675      | 40 953  | 56 560  | 63 193  | بُوتِلْمِيت (مركزها) · آجوير · علب آدرس · المُيَسَّر · النبَّاغِيَّة · إنْتَيْشِط · تِنْغَدَّجْ |
| 62      | مقاطعة كرمسين      | 2 255       | 21 250  | 28 977  | 26 760  | كرمسين (مركزها) · امبلل · انجاكو                                         |
| 63      | مقاطعة المذرذرة    | 7 570       | 27 202  | 30 424  | 30 441  | المُذَرْذَرَة (مركزها) · بير التورس · الخط · تكنت الجديدة · التاكيلالت        |
| 64      | مقاطعة وادي الناقة | 19 855      | 15 836  | 26 254  | 23 698  | وادي الناقة (مركزها) · آوليكات · العرية                                  |
| 65      | مقاطعة الركيز      | 5 140       | 44 854  | 70 451  | 70 955  | الركيز (مركزها) · أبو طلحاية · بَرَيْنَة · تَيْكَان · القُصَيْبَة                   |
| 66      | مقاطعة روصو        | 1 305       | 52 501  | 55 554  | 57 726  | روصو · جدر المحقن                                                        |
| الولاية | الولاية            | 67 800      | 202 596 | 268 220 | 272 773 |                                                                          |

## الاقتصاد
بأراضيها الشاسعة والخصبة من سهل شمامة تعتبر الترارزة من أهم المناطق الزراعة في موريتانيا

## الثقافة والدين
اشتهرت ولاية الترارزة بخبرة ٱهلها في اللغة العربية بجميع فنونها (الشعر، النحو، الصرف، البلاغة، علم المادة،) كما اشتهر علماؤها بالفقه حتى أنه قيل أن أحد علمائها وهو باب بن الشيخ سيديا كان عالما في المذاهب الأربعة كما كانت علوم القرآن شائعة خاصة منطقة أبا تلميت وعلى وجه التحديد محظرة أهل داداه بشيخها عبد الله بن داداه وتلامذته كالشيخ يحيى بن الشيخ سيديا والشيخ سيد محمد بن الدولة وغيرهم حيث منحوا شهادات في الحفظ والخط والتجويد بسند متصل حتى أُبي بن كعب .

## الفنون

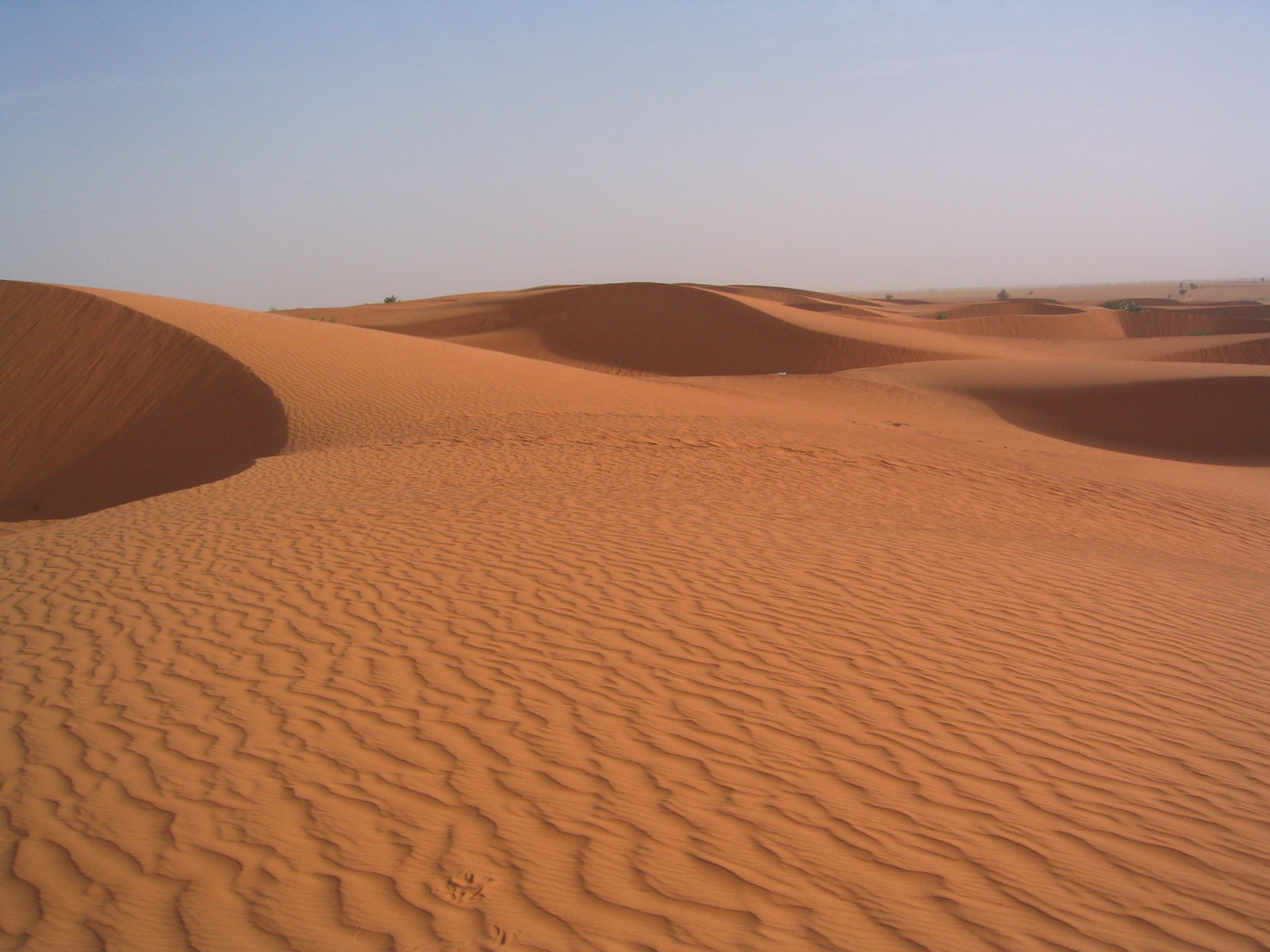
كثبان رملية في مقاطعة بتلميت
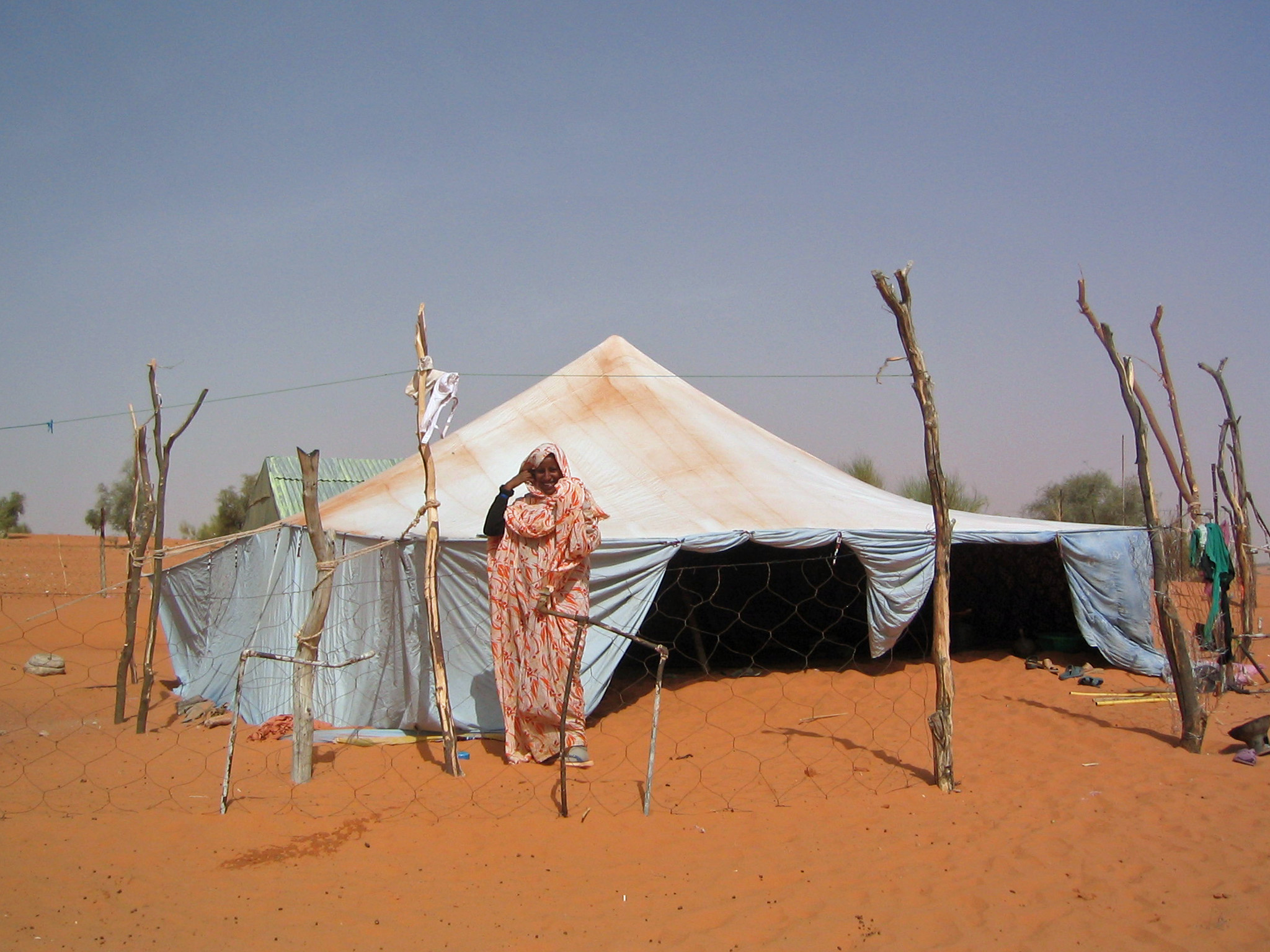
فتاة من البدو الرحّل بجانب خيمتها
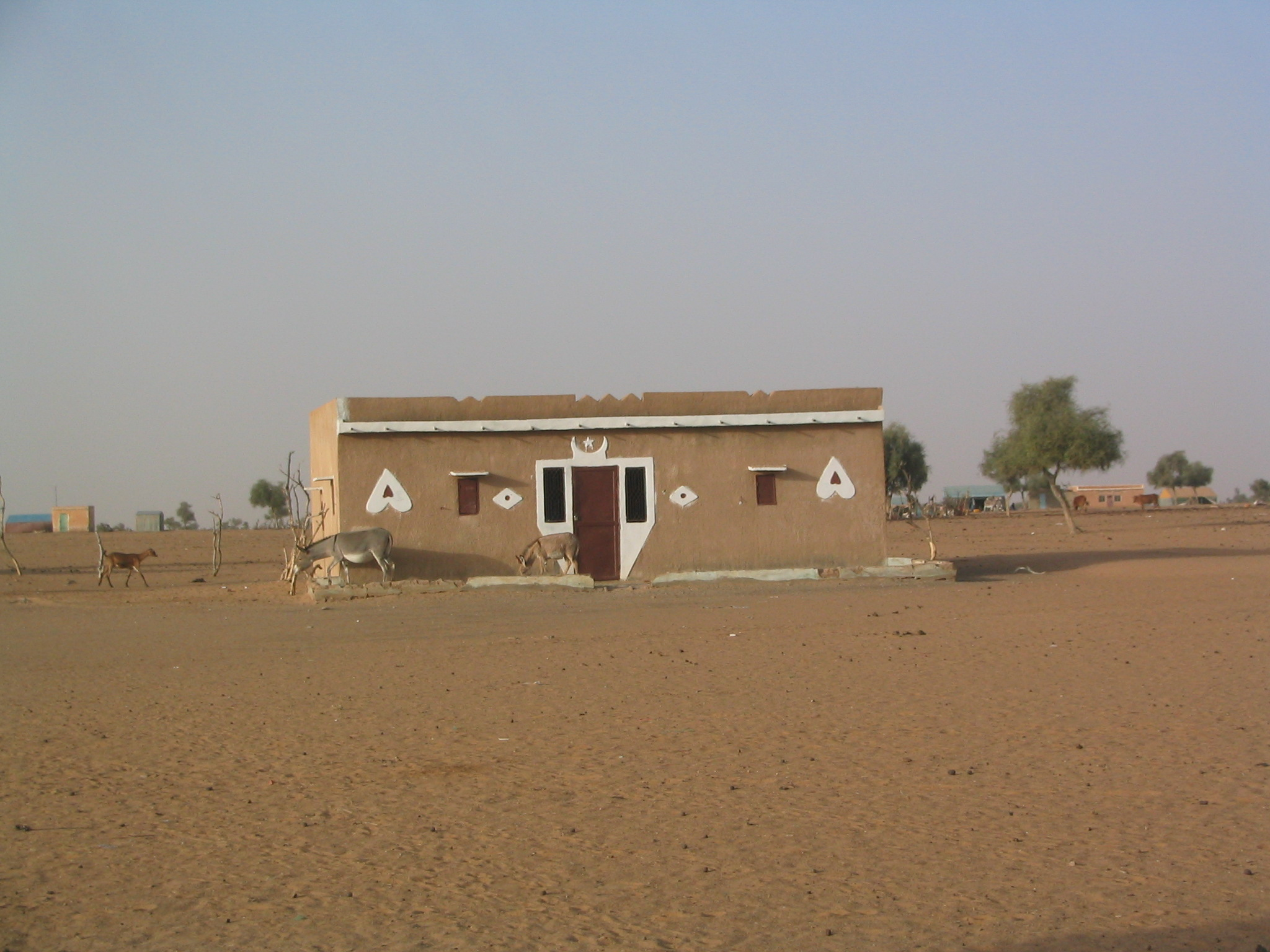
دار موريتاني تقليدي بولاية الترارزة
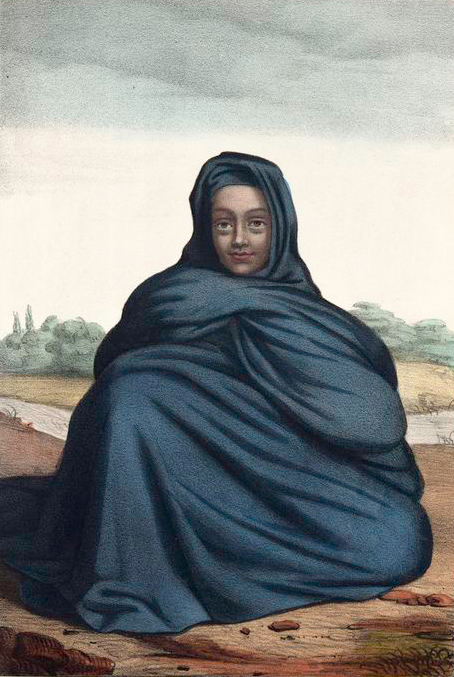
رسم فني لأميرة من ولاية الترارزة 1853
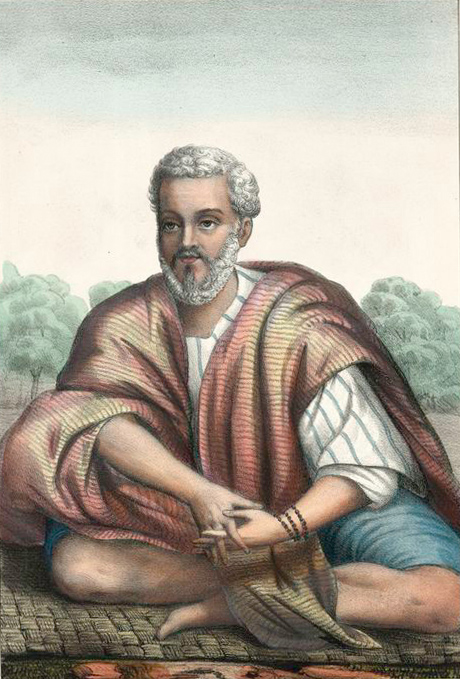
رسم فني لأمير من ولاية الترارزة 1853
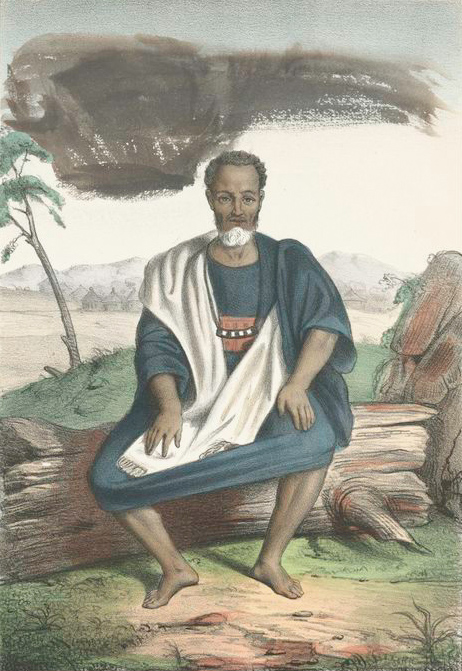
رسم فني لصائغ ذهب من ولاية الترارزة 1853
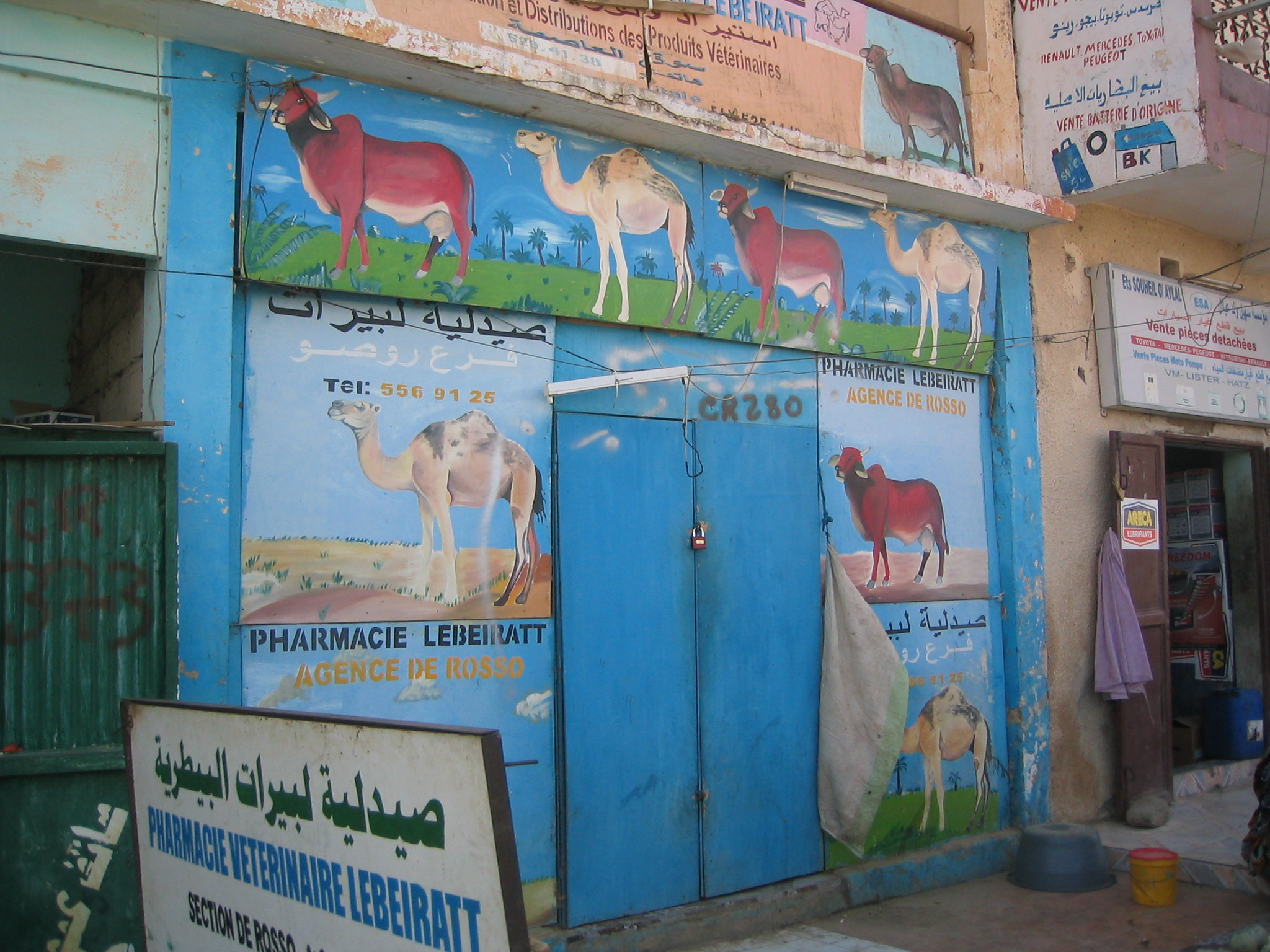
بيطار بمدينة روصو الواقعة على حدود الولاية مع السنغال

== مشاهير من الترارزة 
==
- يوسف بن تاشفين الصنهاجي المرابطي
- أبوبكر بن عامر الصنهاجي القائد
- العلامة عبد الله بن ياسين
- الإمام ناصر الدين الديماني القائد المجاهد
- أمير الترارزة اعل شنظورة بن هدي بن أحمد بن دامان
- الشيخ محمد اليدالي الديماني العلامة الكبير
- العلامة والد بن خالنا الديماني
- محمد لحبيب بن أعمر بن المختار
- العلامة القاضي أحمد بن العاقل الديماني
- العلامة الشيخ سيديا الكبيرالأبييري
- العلامة محنض بابة بن عبيدالديماني

```
*العلامة محمذن فال بن متالي التندغي 
```

- المؤسس للجمهورية الإسلامية الموريتانية المختار ولد داداه
- العلامة أحمدو ولد أحمذي الحسني
- العلامة والموسوعة المختار ولد حامد
- الأديب عبد الله بن بليلي
- العلامة الشيخ عبد الله ولد داداه
- العلامة حمدي بن الطالب أجود
- الأمير أحمد ولد الديد
- العلامة محمد ولد أحمد يورة
- العلامة محمد فال بن آبني
- العلامة والقاضي سيد المختار بن أحمد محمود بن محمد مختار الإنتشائي الأبييري (متال)
- العلامة محمد الحسن الددو
- العلامة باب بن حمدي